# Ribes orientale
Ribes orientale là một loài thực vật có hoa trong họ Grossulariaceae. Loài này được Desf. miêu tả khoa học đầu tiên năm 1809.